# Douglas Dean Osheroff
Douglas Dean Osheroff (Aberdeen, EUA 1945) és un físic i professor universitari estatunidenc guardonat amb el Premi Nobel de Física l'any 1996.

## Biografia
Va néixer l'1 d'agost de 1945 a la població d'Aberdeen, situada a l'estat nord-americà de Washington. Va estudiar física a l'Institut Tecnològic de Califòrnia sota la direcció de Richard Feynman, on es llicencià el 1967, i el 1973 es doctorà a la Universitat Cornell. Actualment és cap del Departament de Física de la Universitat Stanford.

## Recerca científica
Mentre era un estudiant treballà al costat de David Morris Lee i Robert Coleman Richardson en la superfluidesa de l'isòtop heli-3, descobrint com l'heli aconseguia adoptar una fluïdesa desconeguda a l'aproximar-se al zero absolut (-273 °C).
L'any 1996 fou guardonat, conjuntament amb els seus dos col·laboradors, amb el Premi Nobel de Física pels seus descobriments en superfluids amb l'isòtop Heli-3.
Osheroff va ser seleccionat per a treballar en la Comissió d'investigació l'accident del transbordador espacial Columbia, igual que el seu mentor Richard Feynman feu amb l'accident del transbordador espacial Challenger.